# Грб Коњица
Грб Коњица приказује стари камени мост на реци Неретви. На грбу доминира бела боја, а јављају се још и зелена и плава.